# روبرت ماريون لا فوليت
روبرت ماريون «فايتنغ بوب» لا فوليت الأب (14 يونيو 1855-18 يونيو 1925)، محامٍ وسياسي أمريكي. مثّل ولاية ويسكونسن في مجلسي الكونغرس وشغل منصب حاكم ولاية ويسكونسن. كان جمهوريًا خلال معظم مسيرته المهنية، وترشح لمنصب رئيس الولايات المتحدة عن حزبه التقدمي في الانتخابات الرئاسية عام 1924. يصف المؤرخ جون بوينكر لا فوليت بأنه «الشخصية الأشهر في تاريخ ولاية ويسكونسن».
ولد لا فوليت في ويسكونسن ونشأ فيها. فاز في الانتخابات وأصبح المدعي العام في مقاطعة دين في عام 1880. وبعد أربع سنوات، انتُخب عضوًا في مجلس النواب الأمريكي، إذ كان على علاقة ودية مع قادة الحزب، منهم ويليام ماكينلي. بعد خسارة مقعده في انتخابات عام 1890، تبنى لا فوليت التقدمية وشكل تحالفًا من الجمهوريين الساخطين. سعى إلى انتخابه حاكمًا في عامي 1896 و 1898 قبل أن يفوز في انتخابات حكام الولايات عام 1900. بصفته حاكم ولاية ويسكونسن، جمع لا فوليت سجلًا تقدميًا بإجراء الانتخابات التمهيدية والإصلاح الضريبي.
أعيد انتخاب لا فوليت في عامي 1902 و 1904، ولكن في عام 1905 انتخبه المجلس التشريعي في مجلس الشيوخ الأمريكي. برز كزعيم تقدمي وطني في مجلس الشيوخ، وغالبًا ما اصطدم مع المحافظين، منهم نيلسون ألدريتش. في البداية دعم لا فوليت الرئيس ويليام هوارد تافت، لكنه انفصل عنه بعد أن فشل الثاني في الحث على تخفيض معدلات التعريفة الجمركية. تنافس لا فوليت مع تافت على ترشيح الحزب الجمهوري للرئاسة في الانتخابات الرئاسية عام 1912، لكنه خسر ترشيحه أمام الرئيس السابق ثيودور روزفلت. رفض لا فوليت دعم روزفلت، ما أدى إلى نفور العديد من التقدميين منه، وعلى الرغم من بقاء لا فوليت في مجلس الشيوخ، تزعزعت مكانته كزعيم للجمهوريين التقدميين في ذلك المجلس. دعم لا فوليت بعض سياسات الرئيس وودرو ويلسون، لكنه اختلف معه بشأن السياسة الخارجية. خلال الحرب العالمية الأولى، كان لا فوليت أحد أكثر المعارضين صراحةً للسياسات المحلية والدولية للإدارة.
مع قيام كل من الحزب الجمهوري والحزب الديمقراطي بترشيح المرشحين المحافظين في الانتخابات الرئاسية لعام 1924، التفت المجموعات اليسارية حول ترشيح لا فوليت عن الحزب الثالث. وبدعم من الحزب الاشتراكي ومجموعات المزارعين والنقابات العمالية وآخرين، بدا لفترة وجيزة أن لا فوليت يمثل تهديدًا خطيرًا على فوز الرئيس الجمهوري كالفين كوليدج. ذكر لا فوليت أن هدفه الرئيسي تحطيم «السلطة المشتركة لنظام الاحتكار الخاص المهيمن على حياة الشعب الأمريكي السياسية والاقتصادية»، ودعا إلى ملكية الحكومة للسكك الحديدية والمرافق الكهربائية، والائتمان الرخيص للمزارعين، وتجريم عمالة الأطفال، وفرض قوانين صارمة لمساعدة النقابات العمالية، وحماية الحريات المدنية. كان تحالفه المتنوع صعب الإدارة، واحتشد الجمهوريون لإعلان الفوز في انتخابات عام 1924. فاز لا فوليت بنسبة 16.6% من الأصوات الشعبية، وكان أداؤه من أفضل عروض الحزب الثالث في تاريخ الولايات المتحدة. توفي بعد فترة وجيزة من الانتخابات الرئاسية، لكن ولديه، روبرت ماريون لا فوليت الابن وفيليب لا فوليت، خلفاه كقادة تقدميين في ويسكونسن.

## النشأة
ولد روبرت لا فوليت في مزرعة في بريمروز، ويسكونسن، في 14 يونيو 1855. وكان الأصغر بين خمسة أطفال لجوسايا لا فوليت وماري فيرغسون اللذين استقرا في ويسكونسن في عام 1850. ينحدر جوسايا من الهوغونوتيين الفرنسيين، بينما كانت ماري من أصل اسكتلندي. توفي جوسايا بعد أقل من عام على ولادة روبرت، وفي عام 1862 تزوجت ماري من جون ساكستون، التاجر الثري البالغ من العمر سبعين عامًا. عاش لا فوليت طفولة صعبة بسبب علاقته السيئة مع ساكستون. مع أن والدته كانت ديمقراطية، أصبح لا فوليت -مثل معظم جيرانه- عضوًا في الحزب الجمهوري.
بدأ لا فوليت الذهاب إلى المدرسة في سن الرابعة، مع أنه عمل أغلب الأحيان في مزرعة العائلة. بعد وفاة ساكستون عام 1872، انتقل لا فوليت ووالدته وأخته الكبرى إلى بلدة ماديسون القريبة. التحق لا فوليت بجامعة ويسكونسن-ماديسون عام 1875 وتخرج عام 1879. كان طالبًا متوسط المستوى، لكنه فاز بمسابقة للخطابة على مستوى الولاية وأسس صحيفة طلابية. تأثر تأثرًا عميقًا برئيس الجامعة جون باسكوم في قضايا الأخلاق والأخلاقيات والعدالة الاجتماعية. خلال الفترة التي قضاها في الجامعة، أصبح نباتيًا، إذ أعلن أن نظامه الغذائي يمنحه المزيد من الطاقة ونقاء الذهن.
قابل لا فوليت بيل كيس خلال ارتياده جامعة ويسكونسن، وتزوجا في 31 ديسمبر 1881 في منزل عائلتها في بارابو، ويسكونسن. أصبحت ناشطة في الحركة النسوية، ومنادية بمنح المرأة حق التصويت وكان لها الأثر العظيم في تطوير أفكار لا فوليت.

## مسيرته السياسية المبكرة

### مجلس النواب
قُبل لا فوليت في نقابة المحامين بالولاية في عام 1880. وفاز في نفس العام في الانتخابات، إذ أصبح المدعي العام لمقاطعة دين، ويسكونسن، مستهلًّا مسيرته المهنية الطويلة في السياسة. كان ربيبًا لجورج براينت رجل الأعمال الثري من الحزب الجمهوري ومالك الأرض من ماديسون. في عام 1884، فاز في انتخابات مجلس النواب الأمريكي، وأصبح أصغر عضو في الكونغرس التالي التاسع والأربعين. كانت آراؤه السياسية متوافقة بشكل عام مع آراء الجمهوريين الشماليين الآخرين في ذلك الوقت؛ إذ دعم معدلات التعريفة الجمركية المرتفعة وطور علاقة قوية مع ويليام ماكينلي. ومع ذلك، انحرف في بعض الأحيان عن رغبات قادة الحزب، إذ صوت لصالح قانون التجارة بين الولايات لعام 1887 وقانون شيرمان لمكافحة الاحتكار لعام 1890. وشجب أيضًا التمييز العنصري في جنوب الولايات المتحدة وفضّل مشروع قانون لودج الذي كان من شأنه أن يوفر الحماية الفيدرالية من حرمان الأمريكيين الأفارقة في الجنوب من حق الاقتراع.
في سن الخامسة والثلاثين، خسر لا فوليت مقعده بانتصار الديمقراطيين الساحق في انتخابات عام 1890. ساهمت عدة عوامل في خسارته، من ضمنها مشروع قانون التعليم الإلزامي الذي أقره المجلس التشريعي للولاية الذي يسيطر عليه الجمهوريون في عام 1889. اشترط القانون تدريس المواد الأساسية في المدارس باللغة الإنجليزية، ما ساهم في حدوث انقسام بين المجتمعين الكاثوليكي واللوثري في ويسكونسن. ربما أدى دعم لا فوليت لتعريفة ماكينلي الجمركية الحمائية دورًا في هزيمته. عاد لا فوليت إلى ماديسون بعد الانتخابات لبدء ممارسة القانون الخاص.

### مرشح حاكم الولاية
وفقًا لسيرته الذاتية، أُزيلت الغشاوة عن عيني لا فوليت  في عام 1891 بعد أن حاول السيناتور فيليتوس سوير رشوته. زعم لا فوليت أن سوير عرض عليه الرشوة كي يؤثر لا فوليت بزوج أخته القاضي روبرت جورج سيبيكر الذي كان يترأس قضية تتعلق بأموال حكومية زُعم أن المسؤولين الجمهوريين اختلسوها. أدى ادعاء لا فوليت العلني بشأن الرشوة إلى حدوث انقسام بين العديد من الأصدقاء وقادة الحزب، مع أنه استمر في دعم المرشحين الجمهوريين، منهم جون كويت سبونر. وأيد بقوة ترشح ماكينلي للرئاسة في انتخابات عام 1896، وندد بالمرشح الرئاسي الديمقراطي وليام جيننغز بريان باعتباره راديكاليًا. وبدلًا من الانسحاب من الحزب أو اعتزال السياسة، بدأ لا فوليت بتشكيل تحالف من الجمهوريين الساخطين، معظمهم من الشباب نسبيًا وذوي التعليم الجيد. من بين حلفائه الرئيسيين الحاكم السابق ويليام ديمبستر هورد وإسحاق ستيفنسون الذي نشر صحيفة مؤيدة للا فوليت. ضم تحالف لا فوليت أيضًا عددًا كبيرًا من السكان الإسكندنافيين في الولاية، منهم نيلس هاوغن وإيرفين لينروت وجيمس ديفيدسون.
بدءًا من عام 1894، ركز تحالف لا فوليت على الفوز بمنصب حاكم ولاية ويسكونسن. سعى هاوغن إلى الحصول على ترشيح الحزب الجمهوري لمنصب الحاكم في عام 1894، وأدار لا فوليت حملته، لكن هاوغن هُزم أمام ويليام أبهام. ترشح لا فوليت لمنصب الحاكم عن الحزب الجمهوري في عام 1896، لكنه تعرض للهزيمة أمام إدوارد سكوفيلد؛ زعم لا فوليت أن سكوفيلد فاز بالترشيح بعد أن أقدم قادة الحزب المحافظين على رشو بعض المندوبين الجمهوريين. رفض لا فوليت الترشح كمستقل رغم مناشدات بعض المؤيدين، وبعد الانتخابات رفض عرضًا من الرئيس ويليام ماكينلي للعمل مراقبًا للعملة. في عام 1897، بدأ لا فوليت الدعوة إلى أن تحل الانتخابات التمهيدية التي تسمح للناخبين باختيار مرشحي الحزب مباشرة محل التجمعات الحزبية والمؤتمرات، الطريقة التقليدية للترشيحات الحزبية للمناصب. وندد أيضًا بسلطة الشركات، واتهمها بالسيطرة على الحزب الجمهوري. اكتسبت هذه المواقف التقدمية شعبية متزايدة في أعقاب ذعر العام 1893 الذي كان كسادًا اقتصاديًا حادًّا دفع الكثيرين إلى إعادة تقييم معتقداتهم السياسية.
ترشح لا فوليت لمنصب الحاكم للمرة الثانية في عام 1898، لكنه هُزم مرة أخرى أمام سكوفيلد في الانتخابات التمهيدية للحزب الجمهوري. في عام 1900، حاول لا فوليت للمرة الثالثة الترشح لمنصب الحاكم، وفاز أخيرًا بترشيح الحزب الجمهوري، ويرجع ذلك جزئيًا إلى توصله إلى تسوية مع العديد من قادة الحزب المحافظين. في عام رجحت فيه كفة الجمهوريين على مستوى البلاد، هزم لا فوليت خصمه الديمقراطي في الانتخابات العامة هزيمة حاسمة، وفاز بأقل من 60 في المئة من الأصوات بقليل.